# Grazer Philosophische Studien
Grazer Philosophische Studien (International Journal for Analytic Philosophy) ist eine Fachzeitschrift für Philosophie mit Peer review, die zuerst bei Rodopi und seit 2014 bei Brill erscheint. Sie wurde 1975 von Rudolf Haller gegründet. Jährlich erscheinen vier Hefte, unter anderem Sonderbände zu ausgewählten Themen. Die Zeitschrift behandelt alle Aspekte der Philosophie; herausgegeben wird sie von Marian David, Martina Fürst, Guido Melchior und Dolf Rami. Die meisten Beiträge sind in englischer Sprache.